# O Pelotense
O Pelotense foi um jornal brasileiro, editado em Pelotas de 7 de novembro de 1851 a 21 de março de 1855, foi o primeiro jornal da cidade.
Foi fundado pelo português Cândido Augusto de Melo, que já havia fundado outros quatro jornais em Rio Grande: O Rio-Grandense 1845-1858; O Artilheiro 1849; a Rosa Brasileira 1851 e A Imprensa 1851.
O corpo editorial do periódico era constituído por José Antônio do Vale Caldre e Fião, José Antônio da Silva Chaves, Lorenzo Torres, Cândido Augusto de Melo, Loureiro, Jacintho I.Godinho, Z, João José de Miranda Abreu, Francisco de Paula Ferreira e Tomás Campos.
Continha as seguintes seções: Correspondências; Edital; Comércio; Folhetim, localizado na parte
inferior da primeira página; Variedades e Literatura continha poemas, contos, comentários a respeito de alguma companhia teatral e artigos de costumes; Anúncios, de todos os tipos, comerciais, pessoais, etc.; A pedido, notícias sobre doações da sociedade, e Avisos marítimos, para onde e quando saíam os vapores.